# Selección femenina de voleibol de Canadá
La selección femenina de voleibol de Canadá es el equipo de voleibol que representa a Canadá en las competiciones de selecciones nacionales femeninas. El equipo es administrado por la Federación Canadiense de Voleibol. Participa en los torneos organizados por la NORCECA, así como en los de la Federación Internacional de Voleibol (FIVB). A junio de 2023 ocupaba la posición 14 en el ranking de la FIVB.
En 2019, Canadá ganó la Copa Challenger, por lo que logró el ascenso a la Liga de Naciones. En ese momento, la Federación Canadiense de Voleibol firmó un convenio con la FIVB para ser incluida en el programa de empoderamiento de la Federación, con el objetivo de mejorar la performance de su equipo femenino. El acuerdo se cristalizó a través de un apoyo de dos años a sus entrenadores a partir de 2020, luego suplementado por una serie de programas de apoyo focalizado en 2021 y 2022. Estos programas permitieron a la federación canadiense contratar al entrenador Shannon Winzer a tiempo completo y proveer al equipo de especialistas médicos y de salud mental, así como tecnología para el monitoreo de las jugadoras y las estadísticas de juego.
El equipo canadiense terminó en la 14.ª posición en su primera temporada en la liga de naciones. Al año siguiente, mejoró su performance ubicándose en el 12.º lugar (segundo entre los equipos desafiantes), su mejor rendimiento histórico en la VNL. En el Campeonato Mundial de 2022, el equipo llegó a la segunda fase y culminó en el décimo lugar, su récord histórico en la competencia.

## Palmarés

### Juegos Olímpicos
- 1964 al 1972 - No participó
- 1976 - 8.º lugar
- 1980 - No clasificó
- 1984 - 8.º lugar
- 1988 - No clasificó
- 1992 - No clasificó
- 1996 - 10.º lugar
- 2000 al 2020 - No clasificó

### Campeonato Mundial
- 1974 - 11.º lugar
- 1978 - 14.º lugar
- 1982 - 11.º lugar
- 1986 - 15.º lugar
- 1990 - 14.º lugar
- 2002 - 17.º lugar
- 2010 - 21.º lugar
- 2014 - 17.º lugar
- 2018 - 18.º lugar - Eliminado en primera ronda
- 2022 - 10.º lugar - Eliminado en segunda ronda

### Copa del Mundo
- 1973 - 7.º lugar
- 1977 al 1985 - No clasificó
- 1989 - 8.º lugar
- 1991 - 10.º lugar
- 1995 - 9.º lugar
- 1999 al 2015 - No clasificó

### Grand Prix
- 1993 al 2002 - No participó
- 2003 - 12.º lugar
- 2004 al 2013 - No clasificó
- 2014 - 19.º lugar
- 2015 - 18.º lugar
- 2016 - 19.º lugar
- 2017 - 20.º lugar

### Liga de Naciones
- 2018 - No clasificó
- 2019 - No clasificó
- 2021 - 14.º lugar
- 2022 - 12.º lugar
- 2023 - .º lugar

### Juegos Panamericanos
- 1955 - No participó
- 1959 - No participó
- 1963 - No participó
- 1967 — 6.º lugar
- 1971 — 5.º lugar
- 1975 — 4.º lugar
- 1979 — 6.º lugar
- 1983 — 5.º lugar
- 1987 — 5.º lugar
- 1991 — 4.º lugar
- 1995 — 3.er lugar
- 1999 — 5.º lugar
- 2003 - No clasificó
- 2007 - No clasificó
- 2011 — 7.º lugar

### Copa Panamericana
- 2002 — 3.er lugar
- 2003 — 6.º lugar
- 2004 — 5.º lugar
- 2005 — 6.º lugar
- 2006 — 7.º lugar
- 2007 — 9.º lugar
- 2008 — 8.º lugar
- 2009 — 7.º lugar
- 2010 — 7.º lugar
- 2011 — 7.º lugar
- 2012 — 8.º lugar
- 2013 — 7.º lugar

### Campeonato Continental NORCECA
- 1969 — 4.º lugar
- 1971 - No clasificó
- 1973 — 2.º lugar
- 1975 — 4.º lugar
- 1977 — 3.er lugar
- 1979 — 4.º lugar
- 1981 — 4.º lugar
- 1983 — 3.er lugar
- 1985 — 3.er lugar
- 1987 — 3.er lugar
- 1989 — 2.º lugar
- 1991 — 3.er lugar
- 1993 — 3.er lugar
- 1995 — 3.er lugar
- 1997 — 4.º lugar
- 1999 — 3.er lugar
- 2001 - No clasificó
- 2003 — 4.º lugar
- 2005 — 5.º lugar
- 2007 — 4.º lugar
- 2009 — 5.º lugar
- 2011 — 6.º lugar
- 2013 — 4.º lugar
- 2015 — 4.º lugar